# Тімн
Тімн (*Τύμνεω; кін. VI — поч. V ст. до н. е.) — правитель Ольвії.

## Життєпис
Основні відомості про нього містяться в Геродота. Саме ім'я карійське, рано успадковане греками, тому Тімн, найімовірніше, був греком, уродженцем Ольвії. З давньогрецької його титул частина дослідників перекладаються як намісник та управитель. За Геродотом, Тімн був довіреною особою царя. Згідно Ю. Г. Виноградова був намісником скіфського царя Аріапейта. Можливо Тімн став тираном, оскільки ще в ході захисту від скіфських наскоків в Ольвії, ймовірно, було встановлено тиранію. І тепер, з точки зору Ю. Г. Виноградова, тиран Тімн міг стати ставлеником скіфів. Його панування відбувалося за різними теоріями в першій третині VI ст. до н. е. або напочатку V ст. до н. е. Концепцію Ю. Г. Виноградова підтримують П. Й. Каришковський, С Б. Охотніков, В. М. Зубар, І. В. Бруяко. Висувають теорію, що Тімн за підтримки скіфів повалив попереднього тирана Павсанія, який не зміг відбити напад Аріапейта, тобто був представником «скіфської партії».
Втім низка дослідників перекладають термін «епітроп» як опікун або «завідувач чимось» чи «доглядач» (на кшталт економа) будинку Аріапеейта (чи його сина Скіла) в Ольвії. Вчені С. Д. Крижицький, В. О. Анохін відкидають теорію зверхності скіфів над Ольвією. З огляду на це припускають, що тімн був представником скіфів або торгував з ними.